# Quiet Is the New Loud
Quiet Is the New Loud è il primo album pubblicato dai Kings of Convenience, uscito il 29 gennaio 2001.

## Il disco
Quest'album segna l'esordio nel mercato mondiale dei Kings of Convenience. Esso infatti è preceduto da un album, l'omonimo Kings of Convenience, che viene distribuito solo negli Stati Uniti e Canada. Quiet Is the New Loud riprende molte tracce del lavoro precedente, a cui ne vengono aggiunte di nuove.

## Tracce
Testi e musiche di Eirik Glambek Bøe ed Erlend Øye, eccetto dove indicato.
1. Winning a Battle, Losing the War – 3:54
2. Toxic Girl – 3:09
3. Singing Softly to Me – 3:09 (Erlend Øye, Eirik Glambek Boe)
4. I Don't Know What I Can Save You From – 4:37
5. Failure – 3:33 (Erlend Øye, Eirik Glambek Boe)
6. The Weight of My Words – 4:07
7. The Girl from Back Then – 2:29
8. Leaning Against the Wall – 3:18
9. Little Kids – 3:46 (Erlend Øye, Eirik Glambek Boe)
10. Summer on the Westhill – 4:33
11. The Passenger – 3:13
12. Parallel Lines – 5:11

## Formazione
- Erlend Øye: chitarra elettrica ed acustica, pianoforte, batteria, percussioni, cori, voce solista (5)
- Eirik Glambek Bøe: Voce, chitarra elettrica e acustica, batterista, pianoforte, cori (5)